# Eleutherodactylus memorans
Eleutherodactylus memorans (tên tiếng Anh: Sapito Recordatorio) là một loài ếch trong họ Leptodactylidae.
Nó được tìm thấy ở Venezuela và có thể cả Brasil.
Môi trường sống tự nhiên của nó là các khu rừng vùng núi ẩm nhiệt đới hoặc cận nhiệt đới.